# 萊普利冰原島峰
73°7′S 90°19′W / 73.117°S 90.317°W
萊普利冰原島峰（英語：Lepley Nunatak），是南極洲的冰原島峰，位於埃爾斯沃思地，處於登特勒島西南面4公里，在1961年2月9日由美國海軍發現，現時由南極條約體系管理。